# Овал

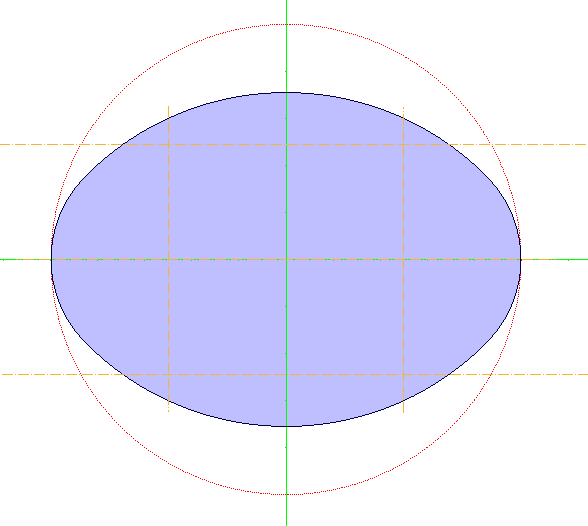

Овал (от лат. ovum — яйцо) ― плоская замкнутая строго выпуклая гладкая кривая; следовательно, имеющая с любой прямой не более двух общих точек.
Простейшим примером овала является эллипс (в частности, окружность).

## Свойства
- Точки овала, в которых кривизна достигает экстремума, называются его вершинами. 
  - По теореме о четырёх вершинах, овал имеет не менее четырёх вершин.
- Если овал имеет в каждой своей точке определённую касательную, то любому направлению на плоскости соответствуют две и только две касательные, параллельные этому направлению.

Овал с двумя осями симметрии, построенный из четырех дуг (вверху). Сравнение овала (синий) и эллипса (красный) с одинаковыми размерами осей (внизу).

## Вариации и обобщения
- В алгебраической геометрии овалами называют также просто замкнутые (не обязательно выпуклые) связные компоненты плоских алгебраических кривых.

- В черчении овал — это фигура, построенная из двух пар дуг с двумя разными радиусами и различными центрами. Дуги соединяются в точке, в которой касательные к обеим дугам лежат на одной прямой, что делает соединение гладким. Любая точка овала принадлежит дуге с постоянным радиусом, в отличие от эллипса, где радиус (отрезок, соединяющий центр эллипса с точкой) непрерывно меняется.